# Robert D. Hales
Pour les articles homonymes, voir Robert Hales et Hales.
Robert Dean Hales, né le 24 août 1932 à New York et mort le 1er octobre 2017 à Salt Lake City (Utah), est un apôtre américain de l’Église de Jésus-Christ des saints des derniers jours.
Il accède à cette fonction le 7 avril 1994, après la mort de Marvin J. Ashton (en).  

## Biographie
Son père Rulon Hales a été un artiste à succès.

### Vie civile
Né à New York, Robert Dean Hales a grandi dans le Queens. Robert Dean Hales est diplômé de l’université de l'Utah et de la Harvard Business School. Robert D. Hales a été pilote de la U.S. Air Force. Au cours de sa carrière professionnelle, il a servi à des postes de direction dans quatre grandes entreprises. Après avoir rejoint Gillette, il est devenu président de Papermate, une division de Gillette. Puis il a rejoint Max Factor en tant que vice-président et, plus tard, a été dirigeant de Hughes Television Network. Juste avant son appel comme Autorité Générale, il a été président de Chesebrough-Pond's.

### Responsabilités dans l’Église
En tant que natif de la ville de New York, Robert D. Hales est souvent la personne de référence pour l’Église sur les questions de la ville. Il s’est impliqué dans certains projets de planification de la construction du Temple de Manhattan New York.
Robert Dean Hales a été président de la mission de Londres (Royaume-Uni) à la fin des années 1970. Il a également servi trois fois en tant qu’évêque local à Weston (Massachusetts), Chicago (Illinois) et Francfort  (Allemagne) et comme président de la branche de Séville (Espagne). 
Robert Dean Hales est membre du Collège des douze apôtres à partir du 2 avril 1994. Avant d'être ordonné apôtre, Robert D. Hales a servi comme onzième Évêque président de l’Église entre 1985 et 1994, en tant que membre du Premier Collège des Soixante-dix entre 1976 et 1985, et comme Assistant du Collège des Douze Apôtres en 1975 et 1976.

### Vie privée
Robert D. Hales a épousé Marie Crandall, sophomore dans un collège du Queens, et ils ont eu deux fils.